# Chlorochaeta eurynomaria
Chlorochaeta eurynomaria là một loài bướm đêm trong họ Geometridae.